# Valdilana
Valdilana är en kommun i provinsen Biella i regionen Piemonte i Italien. Kommunen hade 10 735 invånare (2019).
Kommunen Valdilana bildades den 1 januari 2019 genom en sammanslagning av de tidigare kommunerna Mosso, Soprana, Trivero och Valle Mosso.